# Nelson Laluz
Nelson Germán Laluz Brambillasca, a menudo escrito como La Luz (n. Soca, Canelones, Uruguay; 30 de julio de 1976), es un exfutbolista uruguayo. Se desempeñó en la posición de mediocampista  y actualmente está retirado.

## Trayectoria
Nelson Laluz fue un jugador de perfil bajo y escasos logros futbolísticos conocidos. En su trayectoria deportiva se encuentra haber jugado con las ligas menores del  Nacional de Montevideo y el Deportivo Maldonado (Uruguay); el fútbol chino, el desaparecido Gavilanes de Nuevo Laredo (México) 
 y realizó una breve carrera por el fútbol de la  Primera División de Costa Rica, con Saprissa, Puntarenas F.C., Alajuelense y Santos, siendo este último con el que más destacó. 
En su historial se encuentra el jugar con el Saprissa en la temporada 2003-2004 (en la que el club alcanzó la final), donde llegó junto a José Cancela y Emiliano Romay en enero de 2003, sin lograr consolidarse. 
En 2006 regresó a su país para jugar en la  Segunda División; allí se integró por segunda vez al Deportivo Maldonado. En el torneo siguiente, militó en las filas del Atenas de San Carlos, con el que ganó un certamen regional menor, la Copa del Este. 
Finalizó su carrera profesional en el 2010, jugando por tercera y última vez con el Deportivo Maldonado.

## Clubes
| Club                       | País       | Año         |
| -------------------------- | ---------- | ----------- |
| Deportivo Maldonado S.A.D. | Uruguay    | 1998 - 2001 |
| Gavilanes de Nuevo Laredo  | México     | 2002        |
| Deportivo Saprissa         | Costa Rica | 2003        |
| Santos de Guápiles         | Costa Rica | 2004        |
| Liga Deportiva Alajuelense | Costa Rica | 2004        |
| Puntarenas Fútbol Club     | Costa Rica | 2005        |
| Santos de Guápiles         | Costa Rica | 2005 - 2006 |
| Deportivo Maldonado S.A.D. | Uruguay    | 2006 - 2007 |
| Club Atlético Atenas       | Uruguay    | 2007 - 2008 |
| Deportivo Maldonado S.A.D. | Uruguay    | 2008 - 2010 |